# Bliss (이상은의 음반)
《Bliss (블리스)》는 가수 이상은의 비정규 디지털 싱글 앨범이다. 음악과 미술 그리고 작가로 변신하며 다양한 예술가적 삶을 살아온 이상은이 엠비오 컬렉션에서 윤상의 "사랑이란"곡을 리믹스하면서 새롭게 가요계에서 주목 받고 있는 DJ 은천과 영화 천하장사 마돈나 엔딩곡 및 한빛 소프트와SEGA의 합작게임 '모크(Moak)'의 주제곡을 작곡한 박과장과 손잡고 자신의 14집 앨범에 수록된 "블리스(Bliss)"와 11집 앨범에 수록된 "비밀의 화원(Secret Garden)"을 새롭게 리믹스하여 화제가 되고 있다. 일렉트로니카 사운드풍의 연주와 북유럽의 서정성이 물씬 풍기는 "블리스(Bliss)"와 80년대 컴퓨터 게임 사운드를 연상 시키는 연주가 매력적인 "비밀의 화원(Secret Garden)"을 담은 이상은의 스페셜 앨범은 2011년 8월16일 발매됐다.

## 수록곡
전체 작사·작곡: 이상은
| #  | 제목                                          | 편곡    | 재생 시간 |
| -- | --------------------------------------------- | ------- | --------- |
| 1. | 〈Bliss〉 (Emerald Castle Remix)              | DJ 은천 | 5:34      |
| 2. | 〈Bliss〉 (Azian P Remix)                     | 박과장  | 3:44      |
| 3. | 〈Bliss〉 (Original)                          |         | 4:57      |
| 4. | 〈비밀의 화원〉 (Toy Garden Remix)            | DJ 은천 | 4:24      |
| 5. | 〈비밀의 화원〉 (Toy Garden Remix Radio Edit) | DJ 은천 | 3:51      |
| 6. | 〈비밀의 화원〉 (Original)                    |         | 4:01      |

## 관련자료
- 'Bliss' 뮤직비디오
- '이상은이 보내온 편지, 'Bliss'